# Jay Miller
Jay Julian Miller (ur. 19 lipca 1943 w Saint Louis, zm. 5 kwietnia 2001 w Tempe) – amerykański koszykarz występujący na pozycji skrzydłowego, reprezentant kraju, mistrz ABA.
W 1968 został wybrany w drafcie rozszerzającym przez Milwaukee Bucks.

## Osiągnięcia
NCAA
- Uczestnik II rundy turnieju NCAA (1963, 1965)

Drużynowe
- Mistrz:
  - ABA (1970)
  - Pucharu Interkontynentalnego FIBA (1967)
  - Amateur Athletic Union Basketball League (AAU – 1967)

Reprezentacja
- Uczestnik mistrzostw świata (1967 – 4. miejsce)[1]